# First Pacific
First Pacific Company (第一太平有限公司) — базирующийся в Гонконге конгломерат с интересами в сфере телекоммуникаций, пищевой промышленности, инфраструктуры и добычи сырья. Глава — индонезийский бизнесмен китайского происхождения Энтони Салим, сын основателя Salim Group Судоно Салима.

## История
Компания основана в Гонконге в 1981 году индонезийским магнатом китайского происхождения Судоно Салимом под названием First Pacific Finance. В 1982 году она купила американский Hibernia Bank (Сан-Франциско), в 1985 году основала в Гонконге компанию по работе с недвижимостью First Pacific Davies, в 1987 году приобрела у британских властей Гонконга Hong Nin Savings Bank. В 1988 году First Pacific Holdings и First Pacific International объединились в First Pacific Company. В том же году группа продала Hibernia Bank американскому Security Pacific Bank и приобрела телекоммуникационную компанию Pacific Link.
В 1989 году First Pacific купила австралийскую компанию Imagineering (дистрибуция программного обеспечения ведущих фирм и производство компьютеров на Тайване) и в 1990 году присоединила её к австралийской ай-ти компании Tech Pacific. В 1992 году First Pacific купила гонконгский Far East Bank и объединила его с Hong Nin Savings Bank в единый First Pacific Bank. В 1996 году First Pacific Company стала котироваться на Гонконгской фондовой бирже, в 1997 году продала Tech Pacific голландской компании Hagemeyer, а Pacific Link — группе Hong Kong Telecom. В том же 1997 году британский оператор недвижимости Savills объединился с First Pacific Davies. В 2000 году компания продала First Pacific Bank гонконгскому Bank of East Asia. По состоянию на март 2011 года в First Pacific работало 68 тыс. человек, рыночная стоимость корпорации составляла 3,15 млрд долларов, а продажи — более 3,9 млрд долларов.
В 2015 году First Pacific совместно с Wilmar International приобрели австралийскую пищевую корпорацию Goodman Fielder.

## Структура
First Pacific Company имеет интересы в четырёх основных активах:

### Indofood
Индонезийская пищевая и сельскохозяйственная корпорация, специализирующаяся на производстве и дистрибуции лапши, муки, маргарина, молочных продуктов, пальмового масла, приправ и закусок. Плантационное подразделение корпорации, компания IndoAgri (Сингапур), выращивает масличную пальму, гевею, сахарный тростник, какао и чай.

### Philippine Long Distance Telephone Company (PLDT)
Крупная филиппинская телекоммуникационная компания, имеет ряд дочерних структур (Smart Communications, ePLDT, SPi Global Holdings).

### Philex Mining Corp
Филиппинская компания, занимающаяся разведкой и добычей минеральных ресурсов.

### Metro Pacific Investments Corp (MPIC)
Филиппинская компания, занимающаяся развитием инфраструктуры.